# Blackshear
Blackshear är administrativ huvudort i Pierce County i Georgia. Orten har fått namn efter militären David Blackshear. Vid 2010 års folkräkning hade Blackshear 3 445 invånare.